# Fougères-sur-Bièvre
Fougères-sur-Bièvre je francouzská obec v departementu Loir-et-Cher v regionu Centre-Val de Loire. V roce 2011 zde žilo 807 obyvatel. Nachází se zde zámek Fougères-sur-Bièvre. Obcí protéká řeka Bièvre.

## Sousední obce
Feings ,Chitenay, Ouchamps, Sambin, Thenay

## Vývoj počtu obyvatel
Počet obyvatel